# Angelo Rocca
Angelo Rocca Camerte (1545-1620) fue un anticuario, filólogo, agustino, escritor y erudito nacido en Rocca-Contrada, en la Marca de Ancona, Estados Pontificios.

## Biografía
Rocca, después de haber realizado sus primeros estudios en diversas villas, entre ellas Padua, realizó sus votos monásticos en la Orden de San Agustín, y fue requerido por sus superiores en Roma, en 1579, y fue agregado como secretario del vicario general.
Más tarde, el papa Sixto V, le encarga la supervisión o seguimiento de la Imprenta Apostólica Vaticana, y fue admitido en la congregación creada para la revisión de la Biblia, y en 1595 fue revestido de la dignidad de sacristán de la capilla apostólica, y en 1605 obispo de Tagaste, falleciendo en Roma el 8 de abril de 1620.

## Obras
- Discorso intorno alla virtu della patienza, Roma, D. Basa, 1588.
- Bibliotheca Apostolica Vaticana, Roma, 1591.
- Bibliothecae theologicae et scripturalis epitome, Roma, D. Basa, 1594.
- De canonizatione sanctorum commentarius, Roma, I. Martinelli, 1601.
- De particula ex pretioso..., Roma, 1609.
- De campanis commentarius, Roma, 1612.
- Thesaurus Pontificarum Sacrarumque Antiquitatum, Roma, F. Amidei, 1745.
- Otras